# Campione d'Italia
Campione d'Italia er en italiensk kommune i provinsen Como og regionen Lombardiet og ligger ved Luganosøen.
Campione d'Italia er en italiensk eksklave (ligger helt udenfor Italiens øvrige territorium) og udgør en enklave i kantonen Ticino i Schweiz. I luftlinje er der ca. 1 km til Italien, men pga. det vanskelige terræn er vejafstanden 10 km.
Kommunen fik status som en enklave da Ticino bestemte sig for at blive en del af den Schweiziske Føderation i 1798, mens indbyggerne i Campione bestemte at de fortsat skulle være en del af Lombardiet. Navnet d'Italia blev tilført under Mussolinis tid som fascistisk diktator.
Indtil den 1. januar 2020 var Campione d'Italia toldfrit område.